# Erich Schmitt
Erich Schmitt, švicarski rokometaš, * 6. avgust 1912, † 29. oktober 1979.
Leta 1936 je na poletnih olimpijskih igrah v Berlinu v sestavi švicarske rokometne reprezentance osvojil bronasto olimpijsko medaljo.